# Dixie Willson

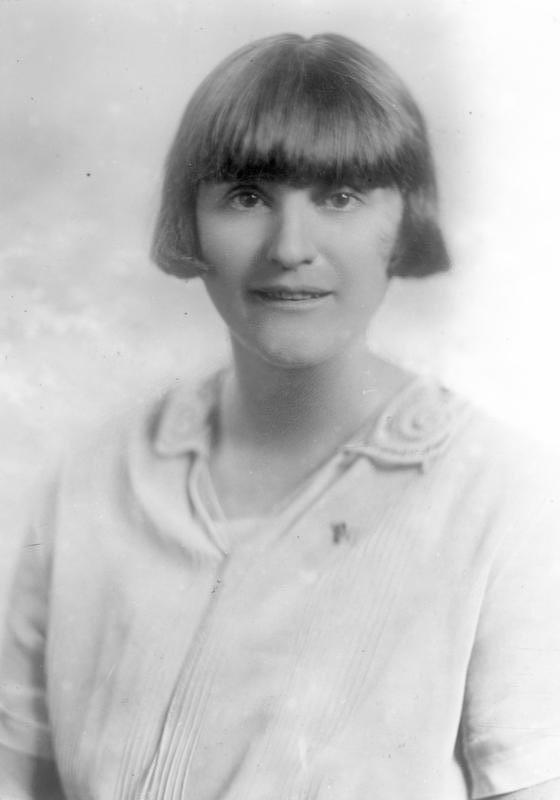
Dixie Willson (1930)

Dixie Willson, geb. Dixie Lucile Reiniger Willson (* 30. Juli 1890 in Estherville, Iowa; † 6. Februar 1974 in Fair Haven, New Jersey), war eine US-amerikanische Autorin. Sie verfasste Kinderbücher und Kurzgeschichten für verschiedene Zeitschriften. Drei ihrer Werke wurden verfilmt.

## Leben
Dixie Willson war das erste Kind des Juristen John Willson (1866–1931) und der Grundschul- und Klavierlehrerin Rosalie Reiniger (1860–1931). Das Paar hatte 1889 geheiratet und zunächst in der Kleinstadt Estherville im Norden Iowas gelebt, wo ihre Tochter geboren wurde. 1894 zog es in das ca. 135 Kilometer weiter östlich gelegene Mason City, dem County Seat des Cerro Gordo County. Hier wuchs Dixie Willson zusammen mit ihren Geschwistern auf. 1900 kam ihr Bruder John Cedric „Ced“ zur Welt († 1975, Bauingenieur), zwei Jahre darauf Robert „Meredith“ Reiniger, der später als Komponist und Musiker unter dem Namen Meredith Willson bekannt wurde. Zunächst jedoch war es Dixie Willson, die nationale Bekanntheit erreichte.
Wie alle Familienmitglieder war Willson musikalisch, sie spielte Harfe und erhielt in späteren Jahren ein Stellenangebot des Minneapolis Symphony Orchestra, das sie jedoch ablehnte. Sie widmete sich vor allem der Schriftstellerei. Ihre erste Geschichte schrieb Willson als Teenager, um sie ihrer Großmutter zum Geburtstag zu schenken. Unter dem Titel Fluff of Gold wurde die Erzählung 1905 von der Chicago Herald Tribune veröffentlicht.  Zwei Jahre später gewann Willson 25 Dollar durch das Texten eines siebenzeiligen, humoristischen Werbeslogans für Unterwäsche, wobei sie sich gegen 2.500 andere Teilnehmer durchsetzte. Diese frühen Erfolge motivierten sie zum Weiterschreiben.
Nachdem Willson die Highschool in Mason City abgeschlossen hatte, besuchte sie bis 1910 das Iowa State Teachers College. Anschließend arbeitete sie als Pädagogin mit Kindern im Vor- und Grundschulalter. Sie unterrichtete unter anderem in Independence, Iowa und Missoula, Montana. Jedoch hielt es sie in ihrer Jugend nie lange an einem Ort.
1915 heiratete sie Benjamin Lampert und lebte in Wisconsin, ließ sich aber ein Jahr darauf wieder scheiden. Danach trat sie einer Musical-Comedy-Tanzgruppe in Chicago bei, mit der sie später nach New York zog, wo sie kurzzeitig als Revuetänzerin bei den Ziegfeld Follies auftrat. In New York arbeitete sie verstärkt an ihrer Karriere als Autorin. Ihre erste professionelle Publikation war die 1918 vom Munsey's Magazine veröffentlichte Kurzgeschichte Imogene Novre.
1920 schloss sich Willson für 1,5 Jahre dem Ringling Brothers Circus an. Der damalige Zirkusdirektor Charles Ringling engagierte sie als Elefantenreiterin. Diese Erfahrung inspirierte Willson in der Folge zu mehreren Kinderbüchern: The Empty Elephant (1923), Clown Town (1924), A Circus ABC (1924) sowie zu der 1927 in der Cosmopolitan erschienenen Geschichte Help Yourself to Hay. 1923 veröffentlichte Willson außerdem ihr bekanntestes Werk, das Erzählgedicht Honey Bear. Populäre US-amerikanische Frauenzeitschriften wie Ladies' Home Journal, The Delineator und Cosmopolitan sowie Kinderzeitschriften wie das St. Nicholas Magazine wurden auf Willson aufmerksam und publizierten ihre Kurzgeschichten. Sie konnte sich mehrmals in den Best Short Stories platzieren.
Willson, die nach ihrer Ankunft in New York unter anderem als Skriptleserin bei Fox Films ihr Geld verdient hatte, begann nun auch selbst die Vorlage für Kinofilme zu liefern. 1923 schrieb sie das Drehbuch für das Filmdrama The Age of Desire. Drei ihrer eigenen Geschichten wurden verfilmt, zuerst God Gave Me 20-Cents von der Famous Players-Lasky Cooperation. Die Premiere des gleichnamigen Stummfilms fand 1926 zur Eröffnung des neuen Paramount Theatre in New York statt. 1927 brachte First National ihre Geschichte Here Y'Are, Brother unter dem Titel An Affair of the Follies und im Jahr darauf Help Yourself to Hay als Three-Ring Marriage in die Kinos.
Nachdem Willson 1918 nahezu mittellos nach New York gekommen war, verfügte sie 1927 über ein Einkommen von ca. 50.000 Dollar.
1931 brachte Dixie Willson eine Tochter namens Dana Willson (Briggs) in Kalifornien zur Welt. Im gleichen Jahr verstarben ihre Eltern, die inzwischen geschieden waren. Dana wurde von der zweiten Frau Johns – Minnie Willson geb. Hartzfeldt – aufgezogen, bis diese 1940 ebenfalls verstarb. Danach nahm Willson ihre Tochter zu sich. Dana beschrieb ihre Mutter später als jemanden, der sehr vertieft in seine Arbeit war und oft vom frühen Morgen an ohne Pause bis Mittags schrieb.
An ihre erfolgreichste Zeit als Autorin in den 1920ern konnte Willson jedoch in späteren Jahren nicht mehr anknüpfen. Sie veröffentlichte Rezepte für Betty-Crocker-Produkte, schrieb Gedichte für Grußkarten und lieferte Beiträge für die Radiosendungen ihres Bruders Meredith. Neben Kinderliteratur gab sie zwei Karriereratgeber heraus.
1945 heiratete Willson den Theatermanager und Produzenten Charles E. H. Hayden. Sie adoptierten eine Tochter und trennten sich in den 1960ern. Willson zog nach Fair Haven in New Jersey, wo sie ihre letzten 15 Lebensjahre verbrachte und 1974 verstarb. Ihre Asche befindet sich im Willson Familiengrab in Mason City.

## Werk
Dixie Willson veröffentlichte zahlreiche Kinderbücher, Kurzgeschichten und Gedichte in Zeitschriften.
Ihr wohl bekanntestes Kinderbuch trägt den Titel Honey Bear und enthält Illustrationen von Maginel Wright Barney, Schwester des Frank Lloyd Wright. Die in Versen erzählte Geschichte (Narrative Poesie) handelt von einem Baby, das von einem Bären aus seinem Stubenwagen mit in den Wald genommen wird, wo es Honig zu essen bekommt. Als die erleichterte Mutter es wohlbehalten wiederfindet, über und über mit Honig beschmiert, kommt ihr die Idee, es zukünftig Honey zu rufen – ein Kosename, der anschließend auch von anderen Eltern aufgegriffen wird.
Tom Wolfe zählt Honey Bear zu den ersten Werken, die ihn als Schriftsteller prägten. Er integrierte Zeilen daraus in The Right Stuff und andere seiner Bücher.

### Bücher
- Pinky-Pup. P.F. Volland Co., Chicago 1922.
- Pinky Pup and The Empty Elephant. P.F. Volland Co., New York 1922.
- Honey Bear. Algonquin Publishing Co., New York 1923.
- The Empty Elephant. P.F. Volland Co., New York 1923.
- Clown Town. Doubleday, Page & Co, Garden City, New York 1924.
- A Circus ABC. Frederick A. Stokes Co., New York 1924.
- Little Texas: A Story of the Circus. D. Appleton & Co., New York 1925.
- Tuffy Good Luck. P.F. Volland Co., New York 1927.
- Games For Grown Ups.Co-Autorin Harriet Eager Davis, Delineator Service, New York 1929.
- Five Minute Plays., Delineator Service, New York 1930.
- Once Upon A Monday. P.F. Volland Co., Joliet 1931.
- Where The World Folds Up at Night. D. Appleton & Co., New York 1932.
- Favorite Stories of Famous Children. Henry Holt & Co., New York 1938.
- Hostess of the Skyways. Dodd, Mead & Co, New York 1941.
- Hollywood starlet. Dodd, Mead & Co., New York 1942.
- Mystery of the Scarlet Staircase. Dodd, Mead & Co., New York 1946.
- The Veiled Mystery. Dodd, Mead & Co., New York 1948.
- Three Buckaroos. John Martin's House, 1950.
- Way Out West: A Cowboy Story.  P.F. Volland Co., 1950.
- Mystery in Spangles. Dodd, Mead & Co., New York 1950.

### Drehbücher und Film-Adaptionen
- 1923 The Age of Desire.
- 1926 God Gave Me 20-Cents Co-Autoren Elizabeth Meehan und Jack Russell
- 1927 An Affair of the Follies. (Here Y'Are, Brother) Co-Autoren June Mathis und Carey Wilson, Al Rockett Productions
- 1928 Three-Ring Marriage (Help Yourself to Hay)
- 1932 Ebb Tide (God Gave Me 20-Cents)

### In Zeitschriften veröffentlichte Kurzgeschichten (Auswahl)
| - Imogene Novré. All-Story Weekly, 16. März 1918 - Girl in the Dust. The Delineator, Dezember 1921 - Man in You. McClure’s, Januar 1923 - Dust in the Doorvmy. McClure’s, Februar 1923 - For Graham Brady. The Delineator, März 1923 - Lodging-House. The Delineator, November 1923 - Once in Alabama. The Delineator, Mai 1924 - Kings and Things. Ladies Home Journal, Juni 1924 - Cross-Eyed Captain. Ladies Home Journal, November 1925 - Moon-Rose. The Delineator, Dezember 1925 - Here Y’are Brother. Good Housekeeping, Dezember 1925 - God Gave Me Twenty Cents. Cosmopolitan, Juli 1926 - Sunrise. The American Magazine, August 1926 - Quality. The Delineator, September 1926 - Help Yourself to Hay. Cosmopolitan, Mai 1927 - Meet the Duchess. Liberty, 4. August 1928 - From Here to Heaven. The Delineator, November 1928 - Two I Love. The American Magazine, November 1928 | - Tell Me a Story About a Bear!. The Delineator, August 1929 - Stray Dog Who Wouldn’t Be Lost. The Delineator, Oktober 1929 - Mr. Money. The American Magazine, September 1929 - Two Little Girls. The Delineator, September 1929 - Blue Whiskers. The American Magazine, November 1929 - Who Kissed Me?. Cosmopolitan, November 1929 - Jolly Good Boots. The Delineator, Dezember 1929 - Miss Coney Island. The Delineator, Februar 1930 - Knock on Wood. The Delineator, März 1930 - Elephant I Know. The Delineator, Juni 1930 - Dream Machine. The Delineator, September 1930 - Charity Begins at Home. Cosmopolitan, März 1932 - Tricks in Trades. McCall’s, Oktober 1932 - Bunny Buttons. The Delineator, September 1932 - Ghost of Halfpenny Lane. The Delineator, November 1932 - Monkey Manners. The Delineator, Mai 1933 - Three Tradesmen Call on a King. The Delineator, Dezember 1933 |

Quelle: The Standard Index of Short Stories, 1900–1933, Compiled by Francis J. Hannigan